# Batalla del Edson Ridge
La batalla del Edson Ridge, también conocida como la batalla de la cresta Edson, batalla del Bloody Ridge o batalla del Ridge, fue una batalla terrestre de la Campaña del Pacífico de la Segunda Guerra Mundial entre el Ejército Imperial Japonés y las fuerzas terrestres de los Aliados, en su mayoría conformados por el Cuerpo de Marines de los Estados Unidos. Se desarrolló entre el 12 y el 14 de septiembre de 1942, en Guadalcanal en las Islas Salomón, y fue la segunda de las tres más grandes ofensivas terrestres durante la Campaña de Guadalcanal.
En la batalla, los marines estadounidenses, bajo el mando del mayor general Alexander Vandegrift, rechazaron el ataque de la 35.ª Brigada de Infantería de los japoneses, al mando del mayor general japonés Kiyotake Kawaguchi. Los marines estaban defendiendo el perímetro de Lunga que protegía al campo Henderson en Guadalcanal, el cual pertenecía primeramente a los japoneses pero fue capturado por los aliados en los desembarques en Guadalcanal el 7 de agosto de 1942. La unidad de Kawaguchi fue enviado a Guadalcanal, en respuesta a los desembarcos aliados con la misión de recuperar el campo de aviación y expulsar a las fuerzas aliadas de la isla.
Subestimando la cantidad de las fuerzas aliadas en Guadalcanal, la cual constaba alrededor de 12 000, los más de 6000 soldados de Kawaguchi desarrollaron varios ataques frontales durante la noche en contra de las defensas estadounidenses. El asalto japonés de mayor importancia ocurrió alrededor de la cresta Lunga al sur del campo Henderson, defendida por tropas de varias unidades del Cuerpo de Marines, principalmente del 1.er Batallón de Raiders y el 1.er Batallón de Paracaidistas, bajo órdenes del teniente coronel Merritt A. Edson. A pesar de que las defensas de los marines fueron casi quebrantadas, el ataque de Kawaguchi fue derrotado en última instancia, con fuertes pérdidas para los japoneses.
Debido a la participación clave de la unidad de Edson en la defensa de aquel lugar, la cresta fue referida comúnmente como "cresta Edson" o "Edson Ridge" en los relatos históricos de la batalla en fuentes occidentales. Después de los acontecimientos en aquel sector, los japoneses continuarían enviando tropas a Guadalcanal para nuevos intentos de retomar el campo Henderson, lo cual afectó a las operaciones ofensivas japonesas en otras áreas del Pacífico Sur.

## Antecedentes

### Campaña de Guadalcanal
El 7 de agosto de 1942, las fuerzas aliadas (principalmente las estadounidenses) habían desmbarcado e instalado en Guadalcanal, Tulagi y las Islas Florida en las Islas Salomón. Los desembarques en las islas tenían la intención de impedir la utilización de las mismas por parte de los japoneses como bases para amenazar las rutas de suministro entre los Estados Unidos y Australia. También se pretendía garantizar las islas como puntos de partida para una campaña destinada a neutralizar la principal base japonesa en Rabaul y con ello cooperar a los aliados en la campaña de Nueva Guinea. Los desembarques iniciaron los seis meses de duración de la campaña de Guadalcanal.
Tomando a los japoneses por sorpresa, al anochecer del 8 de agosto las fuerzas de desembarco aliadas habían asegurado Tulagi y las islas pequeñas cercanas, así como un campo de aviación en construcción en la punta Lunga en Guadalcanal. Vandegrift puso 11 000 soldados de la 1.ª División de Marines en Guadalcanal en el perímetro poco exacto alrededor del área de la punta Lunga.
El 12 de agosto, el campo de aviación capturado fue nombrado como Campo Henderson en memoria al mayor Lofton Henderson, un marine aviador que murió en la batalla de Midway. Las aeronaves aliadas y sus pilotos que posteriormente operaban en el campo Henderson fueron llamados como "Cactus Air Force" debido a que Cactus era el nombre código que los Aliados dieron a Guadalcanal.

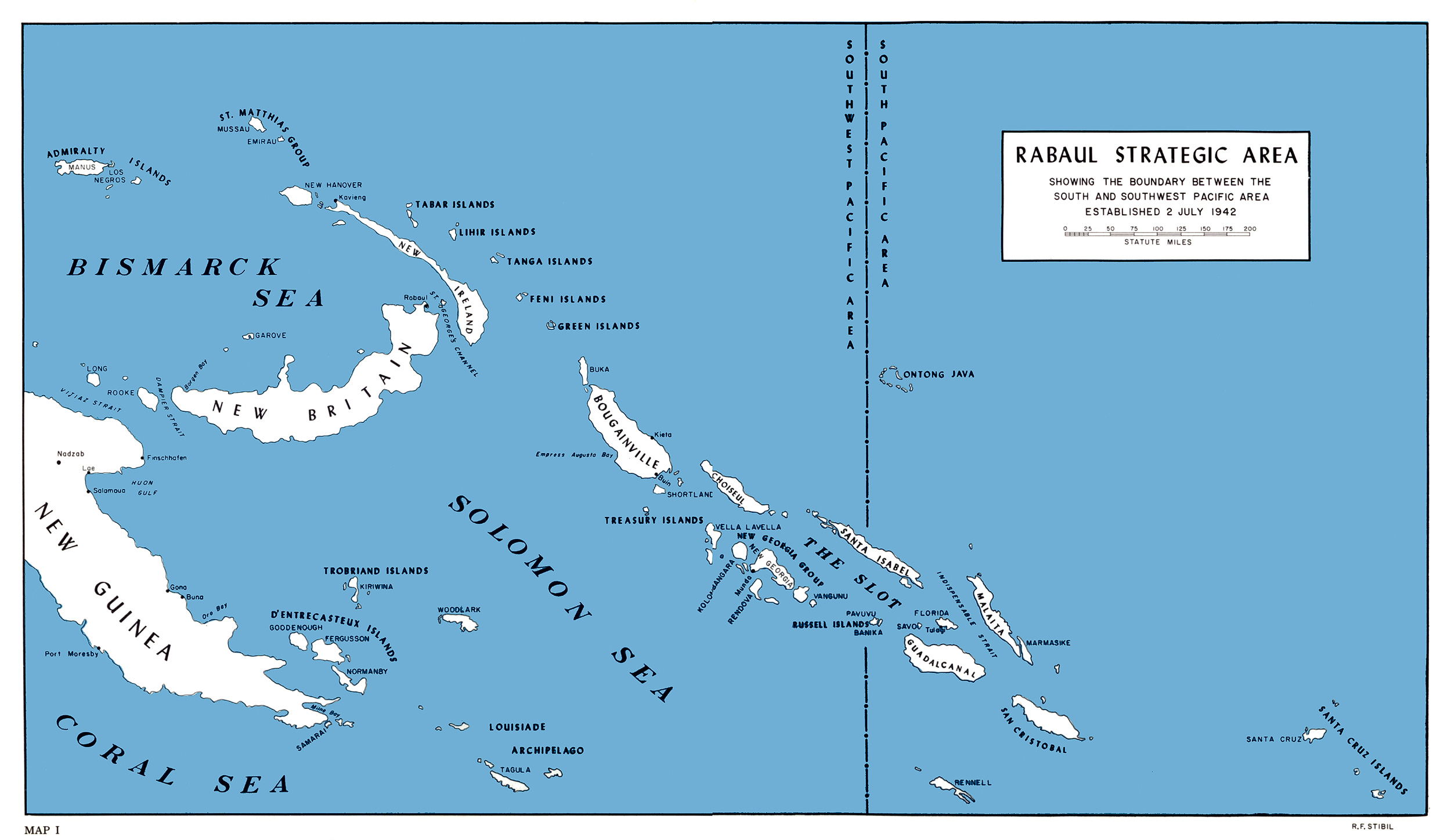
El área de las Islas Salomón en el Pacífico Sur. La base japonesa de Rabaul está en la parte superior izquierda. Guadalcanal se encuentra en la parte inferior derecha.

En respuesta a los desembarcos aliados en Guadalcanal, el Cuartel General Imperial de Japón asignó al 17.º Ejército del Ejército Imperial Japonés, un cuerpo de ejército con base en Rabaul y bajo el mando del teniente general Harukichi Hyakutake, con la tarea de retomar Guadalcanal de las fuerzas aliadas. El 17.º Ejército, el cual estaba muy involucrado con la campaña japonesa en Nueva Guinea, tenía solo unas pocas unidades disponibles para enviar a la zona sur de las Islas Salomón. De estas unidades: la 35.ª Brigada de Infantería bajo órdenes del mayor general Kiyotake Kawaguchi se encontraban en Palau, el 4.º Regimiento de Infantería (Aoba) estaba en las Filipinas y el 28.º Regimiento de Infantería (Ichiki), al mando del coronel Kiyonao Ichiki, fue embarcado en los buques de transporte cerca de Guam. Las distintas unidades comenzaron a moverse hacia Guadalcanal inmediatamente; mientras que el regimiento de Ichiki, al estar más cercano, llegó primero. El primer elemento de la unidad Ichiki, formado por unos 917 soldados, desembarcaron llegados de los destructores en la punta Taivu, cerca de 18 millas (29 kilómetros) al este del perímetro de Lunga, el 19 de agosto.

## Lectura adicional
- Hoffman, Jon T. (2001). Once a Legend: Red Mike Edson of the Marine Raiders. Presidio Press. ISBN 089141732X.
- Rottman, Gordon L.; Dr. Duncan Anderson (editor consultante) (2005). Japanese Army in World War II:  The South Pacific and New Guinea, 1942–43. Oxford y Nueva York: Osprey. ISBN 1-84176-870-7.
- Smith, George W. (2003). The Do-or-Die Men: The 1st Marine Raider Battalion at Guadalcanal. Pocket. ISBN 0743470052.
- Tregaskis, Richard (1943). Guadalcanal Diary. Random House. ISBN 0-679-64023-1.
- Twining, Merrill B. (1996). No Bended Knee:  The Battle for Guadalcanal. Novato, California: Presidio Press. ISBN 0-89141-549-1.